# Рой Купер
Рой Есберрі Купер III (англ. Roy Asberry Cooper III; нар. 13 червня 1957) — американський адвокат і політик, який обіймає посаду 75-го та нинішнього губернатора Північної Кароліни з 2017 року. Член Демократичної партії, раніше він працював 49-м генеральним прокурором Північної Кароліни з 2001 по 2016 рік. До цього він працював у Генеральній асамблеї Північної Кароліни як у Палаті представників (1987—1991), так і в Сенаті (1991—2001).
У 1997 році він був обраний лідером демократичної більшості Сенату штату.